# Všeobecné volby ve Spojeném království 1918
Všeobecné volby ve Spojeném království 1918 se konaly 14. prosince 1918. Byly to první volby po první světové válce a zároveň první volby v Británii, kterých se mohla účastnit celá dospělá populace. Ve volbách také poprvé kandidovaly ženy; zvolena byla Constance Markievicz za Sinn Féin, ta ovšem spolu s ostatními poslanci této strany nezasedla v parlamentu.
Do voleb šla stávající válečná koalice zahrnující konzervativce, liberály Lloyda George a menší uskupení. Kandidáti koalice si mezi sebou rozdali „kupony“, z nichž většinu obdrželi konzervativci. V konzervativních kruzích vzbuzoval premiér David Lloyd George nedůvěru jakožto radikální liberál, v roce 1910 inicioval sérii daňových reforem limitujících aristokracii, byl nicméně respektován jako vítěz války, proto ho Konzervativní strana dál podporovala v křesle ministerského předsedy. Vlastní Liberální strana, nepodporující vládu s konzervativci, kandidovala samostatně pod vedením bývalého premiéra H. H. Asquitha.
Volby koalice jednoznačně vyhrála s 53 procenty hlasů a 520 mandáty, čímž dostala vláda zelenou na další volební období. Z koalice získali 379 křesel konzervativci, čímž získali jasnou převahu nad koaličními liberály se 127, Lloyd George si ale funkci premiéra podržel. Ač dopadla asquithovská liberální strana na hlasy o něco lépe než její koaliční protějšek, u mandátů zaznamenala drtivý propad- o 236 na 36. Labouristická strana si výrazně polepšila o 15% hlasů, obsadila ale pouze 57 křesel.
V druhém funkčním období nebyl Lloyd George méně aktivní. Vystavěl byty pro válečné veterány a zreformoval pojištění proti ztrátě zaměstnání, rozpory uvnitř koalice se ale postupně prohlubovaly. Neshody vyvrcholily kolem skandálů ohledně korupce při udělování šlechtický titulů a Řádu Britského impéria v roce 1922, kdy konzervativci vystoupili z koalice a konaly se všeobecné volby, po kterých nastoupila konzervativní vláda.

## Irsko
Po předchozích volbách stála liberální Asquithova vláda na podpoře umírněné Irské parlamentní strany, která si kladla za cíl irskou autonomii („Home Rule“) a se 74 poslanci byla v Irsku dominantní. Kvůli odporu Ulsteru ale otázka autonomie začala váznout a parlamentáři pod vedením Johna Redmonda se ocitli pod palbou kritiky z nacionalistických kruhů. Otevřenému povstání zabránilo vypuknutí světové války, napětí v zemi ale sílilo.

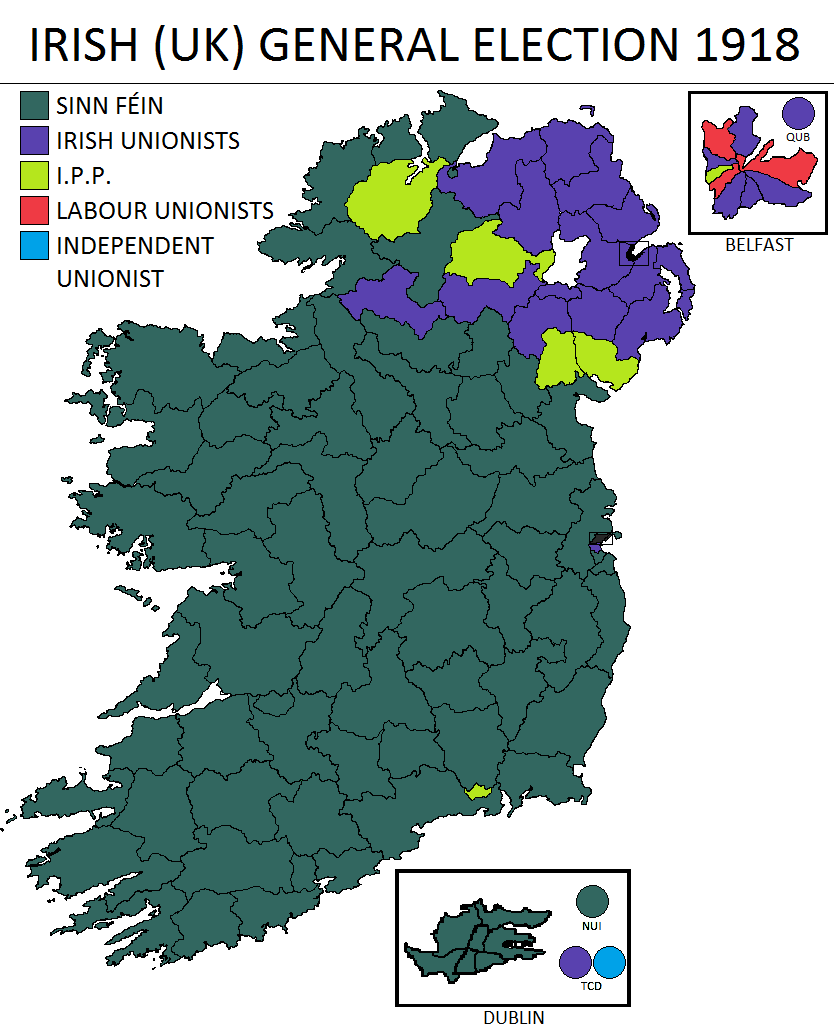
výsledky v Irsku

Po velikonočním povstání v roce 1916 se nálada obyvatel definitivně přiklonila k radikálům ze Sinn Féin. Ti naprosto přebrali voliče parlamentní strany a obsadili všechny křesla v jižním Irsku (celkem 73). Nově zvolení poslanci odmítli nastoupit do Westminsteru, ustavili se jako Dáil Éireann - Irský sněm a zavázali se podporovat nezávislou Irskou republiku. Do čela Dáilu se postavil Éamon de Valera a Michael Collins vedl ozbrojený odpor proti Britům. Irská válka za nezávislost začala roku 1919 a trvala do července 1921, kdy byla vyjednána mírová smlouva, kde Irsko bylo ustaveno jako britské dominium a de facto nezávislý stát.

## Výsledky

výsledky v Londýně

| 379           | 127       | 73 | 57  | 36  | 35 |
| Konzervativci | koal. Lib | SF | Lab | Lib | O  |

| Strana                | Strana                     | Lídr                  | Mandáty        | Mandáty        | Mandáty        | Hlasy          | Hlasy          |
| Strana                | Strana                     | Lídr                  | Počet          | v %            | +/-            | Počet          | v %            |
| Koaliční vláda        | Koaliční vláda             | Koaliční vláda        | Koaliční vláda | Koaliční vláda | Koaliční vláda | Koaliční vláda | Koaliční vláda |
| --------------------- | -------------------------- | --------------------- | -------------- | -------------- | -------------- | -------------- | -------------- |
|                       | Konzervativní strana       | Andrew Bonar Law      | 379            | 53,6%          | ▲ 108          | 4 003 848      | 38,4%          |
|                       | koaliční liberálové        | David Lloyd George    | 127            | 18,0%          | ▲ 127          | 1 318 844      | 12,6%          |
|                       | koaliční národní demokraté | George Nicoll Barnes  | 9              | 1,3%           | ▲ 9            | 156 834        | 1,5%           |
|                       | koaliční labouristé        | -                     | 4              | 0,5%           | ▲ 4            | 40 641         | 0,4%           |
|                       | koaliční nezávislý         | -                     | 1              | 0,1%           | ▲ 1            | 9 274          | 0,1%           |
| Koaliční vláda celkem | Koaliční vláda celkem      | David Lloyd George    | 520            | 73,6%          | ▲ 249          | 5 529 441      | 53,0%          |
| Strany mimo koalici   |                            |                       |                |                |                |                |                |
|                       | Labouristická strana       | William Adamson       | 57             | 8,1%           | ▲ 15           | 2 171 230      | 20,8%          |
|                       | Liberální strana           | Herbert Henry Asquith | 36             | 5,1%           | ▼ 236          | 1 355 398      | 13,0%          |
|                       | Sinn Féin                  | Éamon de Valera       | 73             | 10,3%          | ▲ 73           | 476 458        | 4,6%           |
|                       | Irská parlamentní strana   | John Dillon           | 7              | 1,0%           | ▼ 67           | 226 498        | 2,2%           |
|                       | nezávislí labouristé       | -                     | 2              | 0,3%           | ▲ 2            | 116 322        | 1,1%           |
|                       | nezávislí                  | -                     | 2              | 0,1%           | ▲ 2            | 105 261        | 1,0%           |
|                       | Národní strana             | Henri Page Croft      | 2              | 0,3%           | ▲ 2            | 94 389         | 0,9%           |
|                       | nezávislí za NFDSS         | James Hogge           | 0              | 0,0%           | ▬ 0            | 58 164         | 0,6%           |
|                       | Co-operative Party         | William Henry Watkins | 1              | 0,1%           | ▲ 1            | 57 785         | 0,6%           |
|                       | nezávislí konzervativci    | -                     | 1              | 0,1%           | ▬ 0            | 44 637         | 0,4%           |
|                       | Labourističtí unionisté    | Edward Carson         | 3              | 0,4%           | ▲ 3            | 30 304         | 0,3%           |
|                       | nezávislí liberálové       | -                     | 1              | 0,1%           | ▲ 1            | 24 985         | 0,2%           |
| ostatní               | ostatní                    |                       | 2              | 0,3%           |                | 143 828        | 1,4%           |

| \| Hlasy \| Hlasy \| Hlasy \| Hlasy \| Hlasy \| \| ---------------- \| ---------------- \| ----- \| ------ \| ------ \| \| \| \| \| \| \| \| Konzervativci \| Konzervativci \| \| 38,4 % \| 38,4 % \| \| Labouristé \| Labouristé \| \| 20,8 % \| 20,8 % \| \| Liberálové \| Liberálové \| \| 13,0 % \| 13,0 % \| \| koal. liberálové \| koal. liberálové \| \| 12,6 % \| 12,6 % \| \| Sinn Féin \| Sinn Féin \| \| 4,6 % \| 4,6 % \| \| nezávislí \| nezávislí \| \| 2,5 % \| 2,5 % \| \| ostatní \| ostatní \| \| 5,9 % \| 5,9 % \| |                  |  |        |        |
| Hlasy |                  |  |        |        |
| |                  |  |        |        |
| Konzervativci | Konzervativci    |  | 38,4 % | 38,4 % |
| Labouristé | Labouristé       |  | 20,8 % | 20,8 % |
| Liberálové | Liberálové       |  | 13,0 % | 13,0 % |
| koal. liberálové | koal. liberálové |  | 12,6 % | 12,6 % |
| Sinn Féin | Sinn Féin        |  | 4,6 %  | 4,6 %  |
| nezávislí | nezávislí        |  | 2,5 %  | 2,5 %  |
| ostatní | ostatní          |  | 5,9 %  | 5,9 %  |

| \| Mandáty \| Mandáty \| Mandáty \| Mandáty \| Mandáty \| \| ---------------- \| ---------------- \| ------- \| ------- \| ------- \| \| \| \| \| \| \| \| Konzervativci \| Konzervativci \| \| 53,6 % \| 53,6 % \| \| koal. liberálové \| koal. liberálové \| \| 18,0 % \| 18,0 % \| \| Sinn Féin \| Sinn Féin \| \| 10,3 % \| 10,3 % \| \| Labouristé \| Labouristé \| \| 8,1 % \| 8,1 % \| \| Liberálové \| Liberálové \| \| 5,1 % \| 5,1 % \| \| Národní dem. \| Národní dem. \| \| 1,3 % \| 1,3 % \| \| ostatní \| ostatní \| \| 3,7 % \| 3,7 % \| |                  |  |        |        |
| Mandáty |                  |  |        |        |
| |                  |  |        |        |
| Konzervativci | Konzervativci    |  | 53,6 % | 53,6 % |
| koal. liberálové | koal. liberálové |  | 18,0 % | 18,0 % |
| Sinn Féin | Sinn Féin        |  | 10,3 % | 10,3 % |
| Labouristé | Labouristé       |  | 8,1 %  | 8,1 %  |
| Liberálové | Liberálové       |  | 5,1 %  | 5,1 %  |
| Národní dem. | Národní dem.     |  | 1,3 %  | 1,3 %  |
| ostatní | ostatní          |  | 3,7 %  | 3,7 %  |